# Noémia de Sousa
Carolina Noémia Abranches de Sousa Soares (Maputo, 20 de septiembre de 1926 - Cascais, 4 de diciembre de 2002) fue una poetisa y periodista mozambiqueña.

## Biografía
Nació el 26 de septiembre de 1926 en Lourenço Marques, hoy Maputo en Mozambique, hija de un matrimonio mixto, Carolina Noémia era mulata. Murió el 4 de diciembre de 2002 en Cascais, Portugal.

## Trayectoria
Estudió en Brasil y realizó sus primeras publicaciones en O Brado Africano. Fui pionera de la poesía de su país.
Además fue la primera mujer de color en publicar poesía en su país.
Comenzó a escribir a finales de la década de los '40. Escribió todos sus poemas entre 1945 y 1951.
Abandonó Mozambique en 1951 debido a las persecuciones políticas de la policía secreta por sus ideas anticolonialistas.
Se fue a vivir a Lisboa, donde trabajó como traductora en una agencia de noticias. Tuvo que exiliarse por su oposición al Estado Novo y se fue a París, donde comenzó a trabajar en el consulado de Marruecos. Fue en esta época cuando comenzó a adoptar el pseudónimo de Vera Micaia.
Fue reportera de las agencias noticiosas ANI, ANOP y Lusa.
Publicó sus obras en periódicos y revistas. Participó en Msaho, una revista literaria de Mozambique que apareció en 1951. La revista sólo tuvo un número, pues fue prohibida por la censura.
También publicó alguna obra en Mensagem, revista de Angola ligada a la poesía.
Colaboró con otras publicaciones como Itinerário, Notícias do Bloquéio, O Brado Africano, Moçambique 58, Vértice o Sul.
En 1975, con el fin del Estado Novo, volvió a Lisboa, donde trabajó para la Agência Noticiosa Portuguesa.
En el año 2001 la Associação dos Escritores Moçambicanos reunió su poesía escrita entre 1949 y 1951 en el libro Sangue Negro.
Su poesía está representada en la antología de poesía mozambiqueña Nunca mais é Sábado, organizada por Nelson Saúte.